# إلتشي دي لا سييرا
بلدية إلتشي دي لا سييرا (بالإسبانية: Elche de la Sierra) هي بلدية تقع في مقاطعة البسيط التابعة لمنطقة كاستيا لا مانتشا وسط إسبانيا.

## الديموغرافيا
بلغ عدد سكان بلدية إلتشي دي لا سييرا 3.951 نسمة عام 2011 (وفقاً للمعهد الوطني الإسباني للإحصاء).
| 4.010 | 9.936 | 3.863 | 3.878 | 3.929 | 3.962 | 3.951 |

## أعلام
- خوان بيلينكوسو